# Banyu Resmi
Banyu Resmi is een bestuurslaag in het regentschap Bogor van de provincie West-Java, Indonesië. Banyu Resmi telt 6092 inwoners (volkstelling 2010).